# Farní sbor Slezské církve evangelické augsburského vyznání v Ostravě
Farní sbor Slezské církve evangelické augsburského vyznání v Ostravě je sborem Slezské církve evangelické augsburského vyznání v Ostravě. Sbor spadá pod Ostravsko-karvinský seniorát.
Kristův kostel, který patří také Farnímu sboru Českobratrské církve evangelické, a sborový dům se nachází na Husově náměstí.
Pastorem sboru je Vladislav Volný ml., emeritním pastorem je Vilém Szlauer. Kurátorkou sboru je Lydie Kaděrová.

## Pastoři sboru
- Martin Haase, pastor sboru (1872–1875)
- Adam Labsik, pastor sboru (1876–1899)
- Jan Michalik, pastor sboru (1900–1926)
- Adolf Jesch, pastor sboru (1924–1936)
- Alfred Fierla, pastor sboru (1930–1939)
- Alfred Cieślar, pastor sboru (1936–1940)
- Kurt Freude, pastor sboru (1940–1945)
- Jan Štefek, pastor sboru (1942–1945)
- Jiří Wałach, pastor sboru (1948–1950)
- Karel Kyjánek, pastor sboru (1950–1953)
- Vladislav Santarius, pastor sboru (1953–1957)
- Karel Wojnar, pastor sboru (1956–1965)
- Vladislav Santarius, pastor sboru (1965–1980)
- Jiří Wałach, pastor sboru (1980–1983)
- Vilém Szlauer, pastor sboru (1983–2018)
- Martin Piętak, vikář (1999–2011)
- Ondřej Prokop, vikář (2006–2012)
- Pavel Taska, vikář (2012–2018), administrátor sboru (2018–2020)
- Vladislav Volný ml., administrátor sboru (2020-2021), pastor sboru (od 2021)

## Kurátoři sboru
- Karel Kukucz (1973–2008) (†2017)
- Vlastimil Merta (2008–2019)
- Lydie Kaděrová (od 2019)